# 大山きか
大山 きか（おおやま きか、1983年10月9日 - ）は、東京都出身の女優。

## 人物
- 小学生の頃から俳優を目指すようになり、北区つかこうへい劇団のオーディションを受けたことがある。
- 桐朋学園芸術短期大学卒業後、新宿梁山泊、劇団ビタミン大使ABCなどの劇団活動を開始。
- 2008年に吉本興業の神保町花月女優1期生として吉本で女優として活動。
- その後、様々な事務所を経てJEA(ジャパンエンターテイメントアカデミー)に入所。
- JMEグループである株式会社アイズに所属。
- 2019年6月30日をもって株式会社アイズを退所。
- 2019年9月から名前を「大山きか」に改名[2]。
- 現在はドラマや映画などを中心に俳優として活動中。
- 特技は、極真空手、韓国語、妖怪話。趣味は美術館巡り、史跡、お寺&お墓巡り、アニメ、漫画、妖怪研究、歴史。

## 出演

### 映画
- 夜明け前の女たち（2011年、松上元太監督） - 島田コズエ 役
- 電話の向こう側（2011年、増田俊樹監督） - 和田福美 役
- 東京ジェネレーター（2012年） - 主演・伊丹和泉 役
- メタルカ METALCA（2014年5月17日、内田英治監督） - 農家の嫁ゾンビ 役
- 軽やかなステップ（2016年） - 第5の女 役
- エルネスト（2017年、阪本順治監督）
- 48hours film project(48時間映画祭)『スクリュー（ねじ）』（2017年） -アンドロイド・ヒミコ 役
- クソ野郎と美しき世界 EPISODE.02「慎吾ちゃんと夢喰いの巻」（2018年4月6日、山内ケンジ）
- スマホを落としただけなのに（2018年11月2日、中田秀夫監督）
- Short Film「最後の目撃者」（2019年、主演・脚本・撮影）
- Short Film「飼育員」（2020年、主演・脚本・撮影）
- Short Film「明日の私はもういない」（2020年、主演・脚本・撮影）
- Short Film「Virus」（2020年、主演・脚本・撮影）
- Short Film「エンドレスな女」（2020年、主演・脚本・撮影）
- Short Film「雨のち晴れ」(2023年、主演・脚本・撮影)
- 48hours film project（48時間映画祭）「変わらない」（2023年） - 居酒屋のママ 役
- キラークイーン/Beyond School (2024年) -業力由美子役
- #真相をお話しします (2025年4月25日公開・豊島圭介監督) -凛子の母親役

### テレビドラマ
- 黒い報告書（2012年、BSジャパン）
- 押忍!!ふんどし部! 第1 - 4話（2012年4月11 - 5月2日、テレビ神奈川） - 女子生徒 役
- 夜行観覧車 第5・7話・8話（2013年2月15日・3月1日・8日、TBS）
- タンクトップファイター 第1話（2013年4月25日、MBS） - レポーター 役
- イタズラなKiss Love in TOKYO 第9話（2013年5月31日、フジテレビTWO） - 保健の先生 役
- 金曜プレステージ（フジテレビ）
  - 鬼女 (テレビドラマ)（2013年6月28日）
  - 銭女（2014年4月11日） - ヘルパー 役
- 土曜ワイド劇場（テレビ朝日）
  - 私は代行屋!2 事件推理請負人（2013年）
  - 法医学教室の事件ファイル37（2013年） - 女子社員 役
  - 100の資格を持つ女⑧（2014年） - フラメンコ検定受験者 役
- 聖女（2014年、NHK総合） - ワイドショー番組アシスタント 役
- 破裂 最終話（2015年11月21日、NHK総合） - 帝都医大の医者 役
- 世にも奇妙な物語（フジテレビ）
  - 春の特別編「美人税」（2016年5月28日）
  - 春の特別編「不倫警察」【3年目の不倫】スチール出演（2018年5月12日）
  - 秋の特別編「コインランドリー」（2020年11月14日） - ジュエリーショップ店員 役
- フリンジマン〜愛人の作り方教えます〜 第5話（2017年11月5日、テレビ東京）
- 噂の女 第7話（2018年6月2日、BSジャパン)
- 義母と娘のブルース 第2話（2018年7月17日、TBS）
- ラストチャンス 再生請負人 第4・5話（2018年8月6日・13日、テレビ東京） - 十和子フード社員 役
- 昭和元禄落語心中 第1話（2018年10月12日、NHK総合） - 仲居 役
- ミラー・ツインズ 第1話（2019年4月6日、東海テレビ・フジテレビ） - 看護師 役
- 緊急取調室 3rd SEASON 第3・7話（2019年4月25日・5月30日、テレビ朝日）
- 連続テレビ小説 なつぞら 第58・59・89話（2019年6月6日・7日・7月12日、NHK）
- 凪のお暇 第3話（2019年8月2日、TBS） - 携帯ショップ店員 役
- サイン-法医学者 柚木貴志の事件- 第7話（2019年、テレビ朝日） - 受刑者 役
- 庶務行員 多加賀主水3（2019年11月17日、テレビ朝日） - 秘書 役
  - 庶務行員・多加賀主水5（2020年9月24日） - 第七明和銀行・清水正雄の秘書 役
- まだ結婚できない男 第9話（2019年12月3日、フジテレビ） - 弁護士 役
- チート〜詐欺師の皆さん、ご注意ください〜 第9・最終話（2019年11月28日・12月5日、日本テレビ） - 刑事 役
- やすらぎの刻〜道 第144・172・199話（2019年10月25日・12月4日・2020年1月6日、テレビ朝日） - やすらぎの郷スタッフ 役
- ランチ合コン探偵 〜恋とグルメと謎解きと〜 第2話（2020年1月16日、日本テレビ） - 銀行職員 役
- ケイジとケンジ 所轄と地検の24時 第1・4話（2020年1月16日・2月6日、テレビ朝日）
- 魔進戦隊キラメイジャー 第1話（2020年3月8日、テレビ朝日） - テレビ音声スタッフ 役
- MIU404（TBS）
  - 第2話（2020年7月3日） - 加ヶ見の母親 役
  - 第4話（2020年7月17日） - ガールズインターナショナルの職員 役
- 未解決の女 警視庁文書捜査官 Season2 第5話（2020年5月17日、テレビ朝日） - 銀行員 役
- レンタルなんもしない人 第11話（2020年9月24日、テレビ東京） - 夢コンクールの司会者 役
- 24 JAPAN（2020年10月9日 - 、テレビ朝日） - 選挙対策スタッフ 役 ※レギュラー
- 俺たちはあぶなくない〜クールにさぼる刑事たち 全8話（2020年9月17日～ドラマ特区） - 捜査員 役 ※レギュラー
- 人生最高の贈りもの（2021年1月4日、テレビ東京新春ドラマスペシャル） - 鰻屋の仲居 役
- イチケイのカラス（フジテレビ）
  - 第3話（2021年4月19日） - 清掃員 役
  - 最終話（2021年6月14日） - 交通事故の被害にあった娘の母親 役
- 桜の塔 第2話（2021年4月22日、テレビ朝日） - 連続ボーガン通り魔事件の被害者の息子の母親 役
- 漂着者 第1話（2021年7月23日、テレビ朝日） - コメンテーター 役
- 孤独のグルメ season9 第4話（2021年7月31日、テレビ東京） - 家族客・母 役
- ただ離婚してないだけ 第7話（2021年8月25日、テレビ東京） - 看護師・坂下未来 役
- ごほうびごはん 第9話（2021年11月27日、BSテレ東） - 吹替・お客さん 役
- 和田家の男たち 第7話（2021年12月3日、テレビ朝日） - 政党本部の記者会見の司会者 役
- しもべえ 第3話（2022年1月21日、NHK総合） - 野口の妻 役
- ファイトソング 第9話（2022年3月8日、TBS） - 慎吾の親戚のおばさん 役
- 警視庁強行犯係・樋口顕 Season2 第6話（2022年8月19日、テレビ東京） - コーラス団員役
- 塩介と甘実-蕎麦ができるまで探偵- 第6話（2022年9月16日、Paravi） - 鳴海由香 役
- 夫婦円満レシピ〜交換しない?一晩だけ〜 第1話（2022年10月5日、テレビ東京） - ナイトアクアリウムに来た夫婦 役
- おかしな刑事2022 年忘れ!!大感謝スペシャル（2022年12月27日、テレビ朝日） - 婦警 役
- 三千円の使いかた（2023年1月7日、フジテレビ、東海テレビ） - 宮下莉里役 役 ※レギュラー
- 金曜8時のドラマ 今野敏サスペンス 機捜235×強行犯係 樋口顕 第1話（2023年1月27日、テレビ東京） - マスコミ記者 役
- ブラザー・トラップ 第3話（2023年2月7日、TBS） - 母親 役
- Dr.チョコレート 第1話（2023年4月22日、日本テレビ） - 寺島光一のオペチーム 役
- 特捜9 season6 第6話（2023年5月10日、テレビ朝日） - 通りすがりの女性 役
- 離婚しようよ 第3話（2023年6月22日、Netflix） - AP 役
- 女王の法医学〜屍活師〜 第3作（2023年7月3日、テレビ東京） - ホテル従業員 役
- 湯遊ワンダーランド 第7話（2023年8月26日、テレビ大阪・BSテレ東） - りなの母親 役
- 筋トレサラリーマン 中山筋太郎 #1 オフィス編（2023年、読売テレビ・日本テレビ） - 会社の同僚 役
- ドラマプレミア23『SHUT UP』第4話（2023年12月25日、テレビ東京） - 水野 役
- 院内警察 第7話（2024年2月23日、フジテレビ） - 看護師A 役
- くるり〜誰が私と恋をした?〜（2024年4月、TBS）井口メンタルクリニックの受付スタッフ・野々村美智子 役 ※レギュラー
- 約束～16年目の真実～ 第1話（2024年4月11日、読売テレビ・日本テレビ） - 神主の妻 役[3]
- 特捜9 season7 第5話（2024年5月1日、テレビ朝日） - 雑誌編集者 役[4]
- D&D〜医者と刑事の捜査線〜 最終話（2024年11月29日、テレビ東京） - 城斉市役所職員・瀬能敦子 役
- フォレスト 第4話 (2025年2月2日、テレビ朝日 ABCテレビ) - 稲垣春奈役[5]
- 特捜9 final season 第1話（2025年4月9日、テレビ朝日） - 伊藤 役[6]

### WEB
- 乱暴と待機 #3・#15（2011年）
- Heather LOVE Short Movies（2012年）
- 重さを知る日（中村英児監督、2013年） - 主演
- 東横イン採用サイト イメージモデル（2018年）
- 株式会社チェングロウス 採用サイト（2018年） - オートバックス
- 「ロバート秋山のクリエイターズ・ファイル#53」（2019年） - グラビア写真家・我孫子進平 役
- 「北海道労働局 医療・福祉分野就職支援PR動画【看護師編】」（2021年）
- 「お家水道キャラバン」PR動画【水の汲み置き・料理・手洗い・災害時給水ステーション編】（2021年）
- 人権啓発動画「『誰か』のこと　じゃない。」外国人編（2021年）
- 実録ドラマ『THE 重大事件』「福田和子 14年と344日逃げ続けた女」第1話（2022年、Hulu） - 福田和子のママ友 役
- 警視庁 交通部特設サイト「TOKYO SAFETY ACTION」【アルコール検知器編】（2022年） - 幼稚園バスの運転手 役
- LINE NEWS VISION「板尾イズム2」【退席する男】（2022年） - 社員 役
- 「おいでよ！HondaCarsチャンネル」【ステップワゴン・ショートドラマ】（2022年） - お母さん 役
- 「GOESWELL PLUS+」WEBCM（2022年）
- 「お仏壇のはせがわ 源覚寺 小石川墓陵」（2022年） - パンフレット出演
- トライベック株式会社「Hirameki 7」【タクシーCM「手に入れろ！」篇】（2022年）
- 警視庁VP「PRIDE×ORDER ー警視庁公安部 presents 狙われる日本の技術 ー」（2022年） - 藤原の妻 役 - スチール出演
- ホラーちゃんねる【身の毛もよだつホラー短編集】『最期の日』（2023年） - 吉田さよこ 役
- 秀英予備校｜夏期講習『未来をつくる』篇（2023年） - 母親 役
- トライベック株式会社「Hirameki 7」テレビCM第2弾「汗と涙とHirameki 7」篇（2023年）

### ラジオドラマ
- 土曜の夜ですウハウハ大放送 アニメストリート「シアター130“夕暮れ迷子”」（2010年、ラジオ日本） - 真由 役

### CDドラマ
- アキバ忍者大戦 1615-封印-（2010年） - 神田流（陰陽師）の長・神田遼子 役

### Vシネマ
- 1PLUS4B（2010年） - 西野 役
- 月の顔（2010年） - 奈々子 役
- アキバ忍者大戦 2012-覚醒-（2011年） - 徳川末裔 松平陽子 役

### テレビ番組
- ザ!世界仰天ニュース（日本テレビ）
  - 「キレイで悪くて切ない女の大事件！ビューティー祭り」（2010年）
  - 「キレる妻の心の闇スペシャル」（2018年） - 漫画家妻の同僚 役
  - （2020年） - ナルコレプシー再現VTR
  - （2022年） -「仰天チェンジ新作4連発!食べてばっかり肥満女子が激やせ大変身！」 - 小学校の先生 役
- 第40回日本賞 授賞式（2013年、NHK Eテレ） - 着物アシスタント
- 第89回NHK放送記念式典（2014年、NHK） - 舞台アテンド
- 美スポ!スポーツできれいに（2015年、NHK BS1）
- 世界ナゼそこに？日本人～知られざる波乱万丈伝～（テレビ東京）
  - （2014年） - ガーナ編
  - （2017年） - ニュージーランド編
  - （2018年） - カザフスタン編
- 超ハマる!爆笑キャラパレード（2016年、フジテレビ） - コロコロチキチキペッパーズ・街コンのコント
- 映っちゃった映像GP（2017年、フジテレビ）再現VTR - 鳥取城ミステリー・吉川経家の妻役
- 世界一受けたい授業（日本テレビ）
  - 3時間SP 新生活!今日から変われる20のコト!!（2017年4月1日） - 再現VTR 朝食編
  - （2019年） - 夏より怖い秋の虫刺され！ 再現VTR
  - （2021年5月29日） - すぐマネできる最新マナー術 再現VTR
  - （2021年） - 今こそ気をつけるべき！冬の爆発・発火！意外な理由トップ10
  - （2022年） - 太る人痩せる人・第2弾
- チョイス@病気になったとき（NHK Eテレ）
  - （2017年）「知っておきたいアウトドアのトラブル対策」再現VTR
  - （2017年）「難聴対策・最新情報」再現VTR
- ソレダメ!〜あなたの常識は非常識!?〜（テレビ東京）
  - （2017年） - 再現VTR スイカ割り・車酔い編
  - （2019年） - 「突発！トラブルバスター」お金トラブル又貸し再現VTR
  - （2019年） - 糖質制限イメージカット
  - （2019年） - ソレマルワザSP 検証マン再現VTR
- ニノさん（2017年、日本テレビ）「となりのホラーちゃん2」再現VTR - 先生役
- ものまねグランプリ 真夏の番外編 人気番組のっとりSP（2017年、日本テレビ）「幸せ！ボンビーガール」ハリセンボン再現VTR - ラッセンのマネージャー役
- 珍種目No.1は誰だ!? ピラミッド・ダービー 2時間SP（2017年）「料理王」再現VTR - 母親役
- 偉人たちの健康診断（2017年、NHK BSプレミアム）「秘伝・忍者の健康術」 - 目の健康法モデル
- 激レアさんを連れてきた。（2017年、テレビ朝日）歴レアさん・山下清再現VTR - 歌子 役
- この差って何ですか?（TBS）
  - （2017年） - 焼き芋イメージカット出演
  - （2018年） - 「外国人が気になる日本の差」ご祝儀袋・結婚の贈り物イメージカット
  - （2019年） - かき氷イメージカット
- COUNT DOWN TV（2018年、TBS）ゴールデンボンバー「やさしくしてね」ゲストライブ出演
- おぎやはぎの「ブス」テレビ 東京ラ・ブス・トーリー 胸キュン妄想ドラマ（2018年、AbemaTV） - ♯59 再現ドラマ
- 知ってニャるほど！ヘルシスト（2018年、TBS） - レギュラー出演
- 有田哲平の夢なら醒めないで（TBS）
  - 「テレビに出まくりたい！女子アスリートSP」（2018年）再現VTR
  - 「美人モノマネ芸人の嘆きSP」（2019年） - 女芸人役
- 美と若さの新常識～カラダのヒミツ～（2018年、NHK BSプレミアム）「サヨナラ便秘！新・糖質で腸美人」再現VTR
- 5時に夢中!（2018年、TOKYO MX）追跡ベスト8「抱かれてる感を出す方法」再現VTR
- 金曜ロードSHOW! 特別エンターテインメント「ウケる！偉人伝」（2018年、日本テレビ）ANZEN漫才・織田信長再現VTR
- 特番「文化の時間」(2018年、テレビ大阪） - 女給 役
- 梅沢富美男のズバッと聞きます!（2019年、フジテレビ）トレンディドラマ同窓会SP 再現VTR
- 主治医が見つかる診療所（2019年、テレビ東京）健康意識高い系いるいる劇場 再現VTR
- 坂上&指原のつぶれない店（2019年、TBS）再現VTR - 羊羹屋の奥さん 役
- 全力!脱力タイムズ（2019年、フジテレビ）
- 噂の現場急行バラエティー レディース有吉（2019年、フジテレビ）浮気調査SP 再現VTR - 探偵編の妻 役
- 1番だけが知っている 2時間SP（2019年、TBS）名古屋市西区主婦殺害事件再現VTR
- 痛快TV　スカッとジャパン（フジテレビ）
  - （2019年） - 「ショートファミリースカッと～父との腕相撲～」
  - （2020年） - 「モンスターペアレントシリーズ」
- 爆報! THE フライデー（2020年、TBS）JKT48仲川遥香再現VTR - 母親 役
- 真夏の絶恐映像 日本で一番コワい夜（2021年、テレビ東京） - 呪いの因縁物シリーズ・汽車の玩具の再現VTR
- 報道の日 2021 第2部（2021年、TBS）聖マリアンナコロナ病棟 再現ドラマ - 先輩看護師 役
- ぐるぐるナインティナイン ゴチ22 第8戦 再現VTR（2021年、日本テレビ） - 山田裕貴の母親 役
- オリガミの魔女と博士の四角い時間（2022年、NHK Eテレ）「くちびるに微笑みを」 - デパート婦人服売り場・同僚 役
- ぐるぐるナインティナイン ゴチ23 第3戦 再現VTR（2022年、日本テレビ） - ギャル曽根 役
- 所さん!事件ですよ『8万5千人が消えた!?謎の誘拐事件』（2022年、NHK）再現VTR - 看護師 役
- 行列のできる相談所ミュージカルSP（2023年、日本テレビ）再現VTR - 前田美波里マネージャー 役
- 踊る!さんま御殿!!【妻の財布見直しSP】（2024年、日本テレビ）再現VTR - ギャル曽根さん 役
- 林修の今知りたいでしょSP特別編「日航機墜落事故」再現ドラマ(2024年、テレビ朝日)-手当てを頼まれる乗客(看護師)役
- ミュージックジェネレーション ミュージックマッチング 「小さな出会い」(2024年、フジテレビ) -母親役
- 星になったスターたち TARAKO再現VTR (2024年、フジテレビ) - 制作スタッフ・斉藤さん役
- あしたが変わるトリセツショー 花粉症トリセツの回 再現VTR&検証 (2025年2月、NHK) -母親役
- 呼び出し先生タナカ 漢捜研の女 クイズ再現VTR (2025年2月、フジテレビ) -母親役

### ミュージックビデオ
- Ms.OOJA 「sakura」（2018年）
- a crowd of rebellion「THE TESTAMENT/Prologue」（2018年）
- SHIVA「百舌鳥-MOZU-」（2018年）
- 里咲りさ「深呼吸」（2019年）
- AKANE, DORA aka Queen D「SLAY」（2020年）
- medakaya.com 「めだか達への伝言 feat. MIMORI(kolme)」（2021年1月）
- ビッケブランカ「FATE」（2021年）
- KZ & コーラ 梅田サイファー「Kick In The Back」（2023年）
- Sakurashimeji「明日を」(2024年)

### 舞台
- 新宿梁山泊 唐版・風の又三郎 2004（2004年） - 少年兵 役
- 劇団ビタミン大使ABC「ラモベール村の陽は遠く」（2005年） - ナノン 役
- 「スーパーお芝居〜スクールランブル〜お猿さんだよ播磨くん!」（2005年） - 女子高生役・少年 役
- 劇団ビタミン大使ABC「君のビート」（2005年） - ミソラ 役
- 劇団CORNEFRAKES「空飛ぶジョンと萬次郎」（2007年） - ミカ 役
- 劇団ビタミン大使ABC「Cube;0 キューブ・ゼロ」（2007年） - コーコ 役
- 吉本神保町花月「ラブ★ナビ」（2008年） - あおい 役
- 劇団勇壮淑女「ハギトル」（2008年） - オマール 役
- 吉本神保町花月「Happy「X」day」（2008年） - 下川恵子 役
- TRAPPER「マヌ★カン」（2009年） - 虎子 役
- 吉本神保町花月「ロック５４'ｓ」（2009年） - 真奈美 役
- 吉本神保町花月「月見草」（2009年） - 通りすがりの女 役
- 吉本神保町花月「ツノ」（2009年） - 店員 役
- A'company　第四弾「奇跡の星〜May peace last forever〜」（2009年） - 伊勢みちる 役
- 第一回 Waniz Hall演劇公演「ふたり芝居・天使がついた嘘」（2011年）
- イルカ団！PRESENTS RATATATTAT!Vol.3 「ICQ」（2011年） - あすか 役
- 吉本神保町花月「RYOMA！」（2011年） - 涼子（お龍） 役
- Teamブルックリン旗揚げ公演「ザ・チェーン」（2012年） - 要子 役
- エアースタジオ「Juliet」（2012年） - 江田智子 役
- シアターエアリーリアル朗読劇「グリムの森」（2012年） - 妖精 役
- エアースタジオ「100年の花」（2014年） - 笠置シズ子 役
- Unstoppable Film「震〜忘れない〜」（2016年） - 山本沙織 役
- HYBRID PROJECT Vol.14　RANPO chronicle 「虚構のペルソナ」（2016年） - SHADOW SIDE「心理試験」「D坂の殺人事件」
- AIS project vol.1 舞台「すべての犬は、明日に向かって走ってく！」（2018年） - 看守2 役
- A.R.Pアトリエ公演「小さな四つ葉のクローバー」〜November〜 （2018年） - 夏希 役